# 格倫·斯塔爾
格倫·斯塔爾（Glenn Sterle，1960年1月3日—）是一位澳洲政治人物，他的黨籍是澳洲工黨。自2005年開始，他是代表西澳洲的澳大利亞參議院議員之一。他出生在墨爾本但成長在伯斯。